# Campeonato Argentino de Mayores 1991
El Campeonato Argentino de Mayores de 1991 fue la cuadragésimo-séptima edición del torneo de uniones regionales organizado por la Unión Argentina de Rugby. La Unión de Rugby del Valle del Chubut organizó las fases finales por segunda vez en su historia (la última en 1976), con los encuentros disputados el 2 y 3 de noviembre de 1991 en las instalaciones del Patoruzú Rugby Club en Trelew.
Participó por primera vez en esta edición la Unión de Rugby del Centro de la Provincia de Buenos Aires, una nueva unión regional que no estaba afiliada a la UAR pero intervino como unión invitada en reconocimiento de su desarrollo y cantidad de clubes agrupados. Esta unión fue fundada en 1986, reuniendo y representando a clubes del centro y centro-sur de la Provincia de Buenos Aires, abarcando ciudades anteriormente representadas por la Unión Tandilense de Rugby.
El seleccionado de Buenos Aires ganó su vigésimo-cuarto torneo (el primero desde 1986) al vencer en la final a la Unión de Rugby de Rosario 28-16. A partir de esta temporada se introdujo una nueva división en el sistema de ascensos y descensos por debajo del Grupo Clasificación: el Grupo Ascenso. 

## Equipos participantes
Disputaron esta edición diecinueve equipos: dieciocho uniones provinciales y la Unión Argentina de Rugby, representada por el seleccionado de Buenos Aires. Estos fueron divididos en un Grupo Campeonato (ocho equipos), un Grupo Clasificación (ocho equipos) y un Grupo Ascenso (tres equipos). 
| División                      | Equipo              | Unión                                                     |
| ----------------------------- | ------------------- | --------------------------------------------------------- |
| Grupo Campeonato 8 equipos    | Buenos Aires        | Unión Argentina de Rugby                                  |
| Grupo Campeonato 8 equipos    | Córdoba             | Unión Cordobesa de Rugby                                  |
| Grupo Campeonato 8 equipos    | Cuyo                | Unión de Rugby de Cuyo                                    |
| Grupo Campeonato 8 equipos    | Mar del Plata       | Unión de Rugby de Mar del Plata                           |
| Grupo Campeonato 8 equipos    | Misiones            | Unión de Rugby de Misiones                                |
| Grupo Campeonato 8 equipos    | Rosario             | Unión de Rugby de Rosario                                 |
| Grupo Campeonato 8 equipos    | San Juan            | Unión Sanjuanina de Rugby                                 |
| Grupo Campeonato 8 equipos    | Tucumán             | Unión de Rugby de Tucumán                                 |
| Grupo Clasificación 8 equipos | Alto Valle          | Unión de Rugby del Alto Valle de Río Negro y Neuquén      |
| Grupo Clasificación 8 equipos | Entre Ríos          | Unión Entrerriana de Rugby                                |
| Grupo Clasificación 8 equipos | Nordeste            | Unión de Rugby del Nordeste                               |
| Grupo Clasificación 8 equipos | Oeste               | Unión de Rugby del Oeste de Buenos Aires                  |
| Grupo Clasificación 8 equipos | Salta               | Unión de Rugby de Salta                                   |
| Grupo Clasificación 8 equipos | Santa Fe            | Unión Santafesina de Rugby                                |
| Grupo Clasificación 8 equipos | Santiago del Estero | Unión Santiagueña de Rugby                                |
| Grupo Clasificación 8 equipos | Sur                 | Unión de Rugby del Sur                                    |
| Grupo Ascenso 3 equipos       | Austral             | Unión de Rugby Austral                                    |
| Grupo Ascenso 3 equipos       | Centro              | Unión de Rugby del Centro de la Provincia de Buenos Aires |
| Grupo Ascenso 3 equipos       | Chubut              | Unión de Rugby del Valle del Chubut                       |

El Grupo Ascenso estaba originalmente dividido en dos zonas, pero ningún encuentro de la Zona A se llegó a disputar. Las tres uniones regionales que no disputaron el torneo, siendo miembros afiliados o invitados a la UAR en 1991, fueron la Unión Jujeña de Rugby, la Unión de Rugby del Río Paraná y la Unión de Rugby del Río Uruguay.

## Formato
Los diecinueve equipos participantes fueron divididos en tres categorías: Grupo Campeonato, Grupo Clasificación y Grupo Ascenso. Cada grupo se resolvió con el sistema de todos contra todos a una sola ronda y alternando encuentros de local y visitante.
Grupo Campeonato
El Grupo Campeonato se dividió en dos zonas (A y B) de cuatro equipos cada una. Los primeros y segundos de cada zona clasificaron a la fase final del torneo. Los dos equipos que finalizaron últimos en sus zonas descendieron a la segunda categoría de la siguiente edición. 
Grupo Clasificación
El Grupo Clasificación se dividió en dos zonas (A y B) de cuatro equipos cada una. Los ganadores de cada zona ascendieron al Grupo Campeonato de la siguiente edición, mientras que los últimos descendieron a la tercera categoría.
Grupo Ascenso
El Grupo Ascenso se dividió en dos zonas (A y B) de tres equipos cada una. Los ganadores de cada zona ascendieron a la segunda división de la siguiente edición.
Fase final
En la fase final, los cuatro equipos provenientes del Grupo Campeonato disputaron encuentros a eliminación directa (semifinales y final) en una sede única designada, con el vencedor siendo considerado el campeón de la temporada.

## Grupo Campeonato

### Zona A
| Pos. | Equipos      | Partidos | Partidos | Partidos | Tantos | Tantos | Tantos | Pts. |
| Pos. | Equipos      | G        | E        | P        | PF     | PC     | DP     | Pts. |
| ---- | ------------ | -------- | -------- | -------- | ------ | ------ | ------ | ---- |
| 1.°  | Buenos Aires | 3        | 0        | 0        | 153    | 28     | +125   | 6    |
| 2.°  | Rosario      | 2        | 0        | 1        | 120    | 57     | +63    | 4    |
| 3.°  | Tucumán      | 1        | 0        | 2        | 103    | 69     | +34    | 2    |
| 4.°  | Misiones     | 0        | 0        | 3        | 17     | 239    | -222   | 0    |

|  | Clasifica a fase final               |
|  | Desciende a Grupo Clasificación 1992 |

| 5 de octubre | Buenos Aires | 82 - 10 | Misiones | Club Atlético San Isidro, San Isidro |                                  |
|              |              | Reporte |          | Árbitro(s): Gustavo Berti (Cuyo)     | Árbitro(s): Gustavo Berti (Cuyo) |

|  | Rosario | 30 - 18 | Tucumán |  |  |

| 12 de octubre | Tucumán | 6 - 35  | Buenos Aires | La Caldera del Parque, Lawn Tennis, Tucumán |                                         |
|               |         | Reporte |              | Árbitro(s): Miguel A. Peirone (Rosario)     | Árbitro(s): Miguel A. Peirone (Rosario) |

|  | Rosario | 78 - 3 | Misiones |  |  |

| 19 de octubre | Buenos Aires | 36 - 12 | Rosario | Club Atlético San Isidro, San Isidro   |                                        |
|               |              | Reporte |         | Árbitro(s): Ricardo Bordcoch (Córdoba) | Árbitro(s): Ricardo Bordcoch (Córdoba) |

|  | Tucumán | 79 - 4 | Misiones |  |  |

### Zona B
| Pos. | Equipos       | Partidos | Partidos | Partidos | Tantos | Tantos | Tantos | Pts. |
| Pos. | Equipos       | G        | E        | P        | PF     | PC     | DP     | Pts. |
| ---- | ------------- | -------- | -------- | -------- | ------ | ------ | ------ | ---- |
| 1.°  | Cuyo          | 3        | 0        | 0        | 90     | 32     | +58    | 6    |
| 2.°  | Córdoba       | 2        | 0        | 1        | 69     | 28     | +41    | 4    |
| 3.°  | San Juan      | 1        | 0        | 2        | 48     | 80     | -32    | 2    |
| 4.°  | Mar del Plata | 0        | 0        | 3        | 33     | 100    | -67    | 0    |

|  | Clasifica a fase final               |
|  | Desciende a Grupo Clasificación 1992 |

|  | Cuyo | 13 - 7 | Córdoba |  |  |

|  | San Juan | 23 - 18 | Mar del Plata |  |  |

|  | Córdoba | 27 - 9 | Mar del Plata |  |  |

|  | Cuyo | 27 - 19 | San Juan |  |  |

|  | Cuyo | 50 - 6 | Mar del Plata |  |  |

|  | Córdoba | 35 - 6 | San Juan |  |  |

## Grupo Clasificación

### Zona A
Al finalizar en la última posición de la Zona A, la Unión Santiagueña de Rugby debió haber descendido a la tercera división en la siguiente edición, sin embargo, al no disputarse la Zona A del Grupo Ascenso en esta temporada, el seleccionado santiagueño mantuvo la categoría en 1992.
| Pos. | Equipos         | Partidos | Partidos | Partidos | Tantos | Tantos | Tantos | Pts. |
| Pos. | Equipos         | G        | E        | P        | PF     | PC     | DP     | Pts. |
| ---- | --------------- | -------- | -------- | -------- | ------ | ------ | ------ | ---- |
| 1.°  | Santa Fe        | 3        | 0        | 0        | 87     | 30     | +57    | 6    |
| 2.°  | Nordeste        | 2        | 0        | 1        | 56     | 55     | +1     | 4    |
| 3.°  | Salta           | 1        | 0        | 2        | 51     | 71     | -20    | 2    |
| 4.°  | Sgo. del Estero | 0        | 0        | 3        | 42     | 80     | -38    | 0    |

|  | Asciende a Grupo Campeonato 1992 |
|  | Desciende a Grupo Ascenso 1992   |

|  | Santa Fe | 45 - 12 | Santiago del Estero |  |  |

|  | Nordeste | 28 - 6 | Salta |  |  |

|  | Santa Fe | 26 - 6 | Salta |  |  |

|  | Nordeste | 16 - 13 | Santiago del Estero |  |  |

|  | Salta | 19 - 17 | Santiago del Estero |  |  |

|  | Santa Fe | 16 - 12 | Nordeste |  |  |

### Zona B
| Pos. | Equipos    | Partidos | Partidos | Partidos | Tantos | Tantos | Tantos | Pts. |
| Pos. | Equipos    | G        | E        | P        | PF     | PC     | DP     | Pts. |
| ---- | ---------- | -------- | -------- | -------- | ------ | ------ | ------ | ---- |
| 1.°  | Entre Ríos | 3        | 0        | 0        | 99     | 21     | +78    | 6    |
| 2.°  | Alto Valle | 2        | 0        | 1        | 65     | 21     | +44    | 4    |
| 3.°  | Sur        | 1        | 0        | 2        | 39     | 51     | -12    | 2    |
| 4.°  | Oeste      | 0        | 0        | 3        | 12     | 122    | -110   | 0    |

|  | Asciende a Grupo Campeonato 1992 |
|  | Desciende a Grupo Ascenso 1992   |

|  | Entre Ríos | 26 - 6 | Sur |  |  |

|  | Alto Valle | 37 - 0 | Oeste |  |  |

|  | Entre Ríos | 56 - 6 | Oeste |  |  |

|  | Alto Valle | 19 - 4 | Sur |  |  |

|  | Sur | 29 - 6 | Oeste |  |  |

|  | Entre Ríos | 17 - 9 | Alto Valle |  |  |

## Grupo Ascenso
Al no disputarse ningún encuentro de la Zona A, no hubo un ascenso definido y la resolución quedó en manos de la Comisión de Uniones de la UAR.

### Zona B
| Pos. | Equipos | Partidos | Partidos | Partidos | Tantos | Tantos | Tantos | Pts. |
| Pos. | Equipos | G        | E        | P        | PF     | PC     | DP     | Pts. |
| ---- | ------- | -------- | -------- | -------- | ------ | ------ | ------ | ---- |
| 1.°  | Centro  | 1        | 1        | 0        | 30     | 25     | +5     | 3    |
| 2.°  | Austral | 1        | 1        | 0        | 24     | 22     | +2     | 3    |
| 3.°  | Chubut  | 0        | 0        | 2        | 23     | 30     | -7     | 0    |

|  | Asciende a Grupo Clasificación 1992 |

|  | Centro | 18 - 13 | Chubut |  |  |

|  | Austral | 12 - 10 | Chubut |  |  |

|  | Centro | 12 - 12 | Austral |  |  |

## Fase final
Las fases finales del torneo se disputaron el 2 y 3 de noviembre en las instalaciones del Patoruzú Rugby Club en Trelew, Provincia del Chubut.
|  | Semifinales    | Semifinales    | Semifinales    |         |              | Final          | Final          | Final          |  |
|  | 2 de noviembre | 2 de noviembre | 2 de noviembre |         |              | 3 de noviembre | 3 de noviembre | 3 de noviembre |  |
|  |                |                |                |         |              |                |                |                |  |
|  |                |                |                |         |              |                |                |                |  |
|  | Buenos Aires   | Buenos Aires   | 37             |         |              |                |                |                |  |
|  | Buenos Aires   | Buenos Aires   | 37             |         |              |                |                |                |  |
|  | Córdoba        | Córdoba        | 12             |         |              |                |                |                |  |
|  | Córdoba        | Córdoba        | 12             |         | Buenos Aires | Buenos Aires   | 28             |                |  |
|  |                |                |                |         | Buenos Aires | Buenos Aires   | 28             |                |  |
|  |                |                | Rosario        | Rosario | 16           |                |                |                |  |
|  | Rosario        | Rosario        | Rosario        | Rosario | 16           | 27             |                |                |  |
|  | Rosario        | Rosario        |                |         |              | 27             |                |                |  |
|  | Cuyo           | Cuyo           | 17             |         |              | Tercer lugar   | Tercer lugar   | Tercer lugar   |  |
|  | Cuyo           | Cuyo           | 17             |         |              | Tercer lugar   | Tercer lugar   | Tercer lugar   |  |
|  |                |                |                |         |              |                |                |                |  |
|  |                |                |                |         |              | Córdoba        | Córdoba        | 26             |  |
|  |                |                |                |         |              | Córdoba        | Córdoba        | 26             |  |
|  |                |                |                |         |              | Cuyo           | Cuyo           | 14             |  |
|  |                |                |                |         |              | Cuyo           | Cuyo           | 14             |  |
|  |                |                |                |         |              |                |                |                |  |

### Final
| 3 de noviembre | Buenos Aires | 28 - 16 | Rosario | Patoruzú Rugby Club, Trelew            |                                        |
|                |              | Reporte |         | Árbitro(s): Paul Bleckwedell (Tucumán) | Árbitro(s): Paul Bleckwedell (Tucumán) |

|                        |
| Buenos Aires Campeón   |
| Vigésimo-cuarto título |